# 特髏鱷屬
特髏鱷屬（學名：Tecovasuchus）是堅蜥目的一屬。第一批發現的化石是皮內成骨，發現於美國德州的特髏組（Tecovas Formation），地質年代為三疊紀晚期的卡尼階。新墨西哥州與亞歷桑納州的欽爾組（Chinle Formation）、以及特髏組、藍水溪組（Bluewater Creek Formation）、聖塔羅莎組（Santa Rosa Formation）的Los Esteros段，也有發現特髏鱷的化石。
在1995年，特髏鱷的化石被鑑定為新物種。這些化石被認為可能屬於副正體龍，或是類似副正體龍的堅蜥類物種。但直到2006年才被正式敘述、命名，模式種是T. chatterjeei。特髏鱷的數個鱗甲特徵，可以用來鑑定、辨別牠們與其他堅蜥類的差異，例如背部中線的鱗甲厚、表面有溝痕與凹處、鱗甲往後側傾斜，以及突出的身體兩側鱗甲。
在美國西南部的三疊紀晚期地層，特髏鱷的化石被視為是標準化石。  